# 米之宮浅間神社
米之宮浅間神社（よねのみやせんげんじんじゃ）は、静岡県富士市にある神社。全国にある浅間神社の一社。富士山本宮浅間大社の元摂社。

## 祭神
富士山本宮浅間大社同様に、木花開耶姫命を主祭神としているが、『駿河記』『浅間神社の歴史』などは木花開耶姫命のほか、配神として国常立尊と大山祇命を載せている。

## 歴史
旧社司錦織氏の古記録によると、天武天皇の白鳳4年に勅使である大江長元がこの地を訪れ、祭祀を行ったことから始まるという。往古は1寸8分の米粒を御神体とした万民に米食の服田を与え恵み給う神として「米之宮」を称し、大同年間（806年～809年）に噴火した富士山を鎮めるため、山霊の木花開耶姫命を勧請して浅間神社になったという。
また江戸後期の「駿河国新風土記」では、祭神を「駿河国神名帳」に列する正三位浅間第八御子神、浅間第十八御子神に比定しており、「八」と「十八」を合せると「米」になることから「米之宮」と称されるようになったと記載されている。

## 境内
寛政年間には、13,515坪と記録が残り、浅間大社摂社の中でも広大な敷地であり、富士山本宮浅間大社、富士下方五社に次ぐ規模だった。なお当社のある地名「本市場」は、昔境内で始まった「市」から由来しているもので、地名からも当時の広さを伺うことができる。
現在でも市街地にありながら3,594坪の広大な敷地を持ち、境内には、本殿、拝殿、舞殿、社務所などからなる。また社殿東側に福寿宮・天満宮の合殿が鎮座している。
境内および、隣接する米の宮公園には、主祭神木花開耶姫命に因み多くの桜が植えられ、桜の名所としても有名である。夜桜見物も可能。

## 例祭
- 5月2日 勅使下向の古例にならい騎射（やぶさめ）が行われる。
- 他、1月3日にも、紅葉台木曽馬牧場（山梨県鳴沢村）の和種馬によって馬弓神事（やぶさめ）が行われる。

## 現地情報
所在地
- 静岡県富士市本市場582

交通アクセス
- JR東海道本線 富士駅より、徒歩約15分、バス5分
- 東名 富士ICより、自動車で約5分